# انقلاب یمن
انقلاب یمن شامل اعتراضات سراسری در یمن، مجموعه‌ای از راهپیمایی‌های خیابانی، اعتراضات و نافرمانی‌های مدنی علیه حکومت یمن و رئیس‌جمهور آن، علی عبدالله صالح است که از ۱۴ ژانویه ۲۰۱۱، در این کشور آغاز شده و در ۳ فوریه (روز خشم) مخالفین به اوج رسید که با برخوردهای خونین و خشونت‌آمیز حاکمیت با مردم معترض روبرو شده‌است. شدیدترین برخورد در ۱۸ مارس (جمعه خونین) بود که ۵۰ کشته و ۲۴۰ مجروح داشت.

## علل و عوامل
انقلاب یمن ریشه در شرایط سیاسی -اجتماعی این کشور دارد، با الگو گرفتن از قیام مردم تونس و مصر وارد مرحله حساس و تأثیرگذاری شده‌است و مردم شعار برکناری 'علی عبدالله صالح' می‌دهند.
دولت عبدالله صالح طی سال‌های اخیر با استفاده از تمامی ابزارهای ممکن به دنبال تثبیت وضعیت خود در یمن بوده و با بهره‌گیری از حمایت برخی کشورهای خارجی حتی به استقبال بحران‌هایی نظیر نبرد با شیعیان 'الحوثی' رفته‌است.
ورود به عرصه درگیری‌های نظامی با گروه‌های مبارز شیعی که طی نزدیک به هفت سال، شش جنگ تمام‌عیار با رزمندگان الحوثی را به همراه داشته، رویارویی با انتفاضه مردم سرزمین‌های جنوبی یمن و خطرات ناشی از فعالیت‌های شدید وهابیت در این کشور در کنار نارضایتی شدید مردم از اوضاع سیاسی، اجتماعی و به خصوص اقتصادی مهم‌ترین متغیرهای به وجود آورنده این فضای چالش زا برای نظام سیاسی این کشور بوده‌است.
با افزایش شمار کشته و زخمی شدگان اعتراضات در یمن، حتی تعدادی از نمایندگان پارلمان این کشور از مقام خود استعفا کردند. پس از تظاهرات قضات این کشور در اعتراض به عملکرد دولت و تقاضای تغییر شورای عالی قضایی و استقلال دستگاه قضا از دخالت‌های دولت، شورای علمای یمن نیز با آشکار ساختن اعتراضات خود، تجاوز و تعرض به تظاهر کنندگان یمنی را حرام اعلام کرده‌اند. حتی پیوستن گروه زیادی از زنان یمنی به تجمعات اعتراضی که در این کشور کمتر سابقه داشته، تفاوت این بحران با بحران‌های پیشین را برای عبدالله صالح که به گفته وی دولتی خو کرده با بحران‌ها است، آشکار ساخته‌است.

## روزشمار اعتراضات و رخدادها
اعتراضات سراسری در یمن علیه حکومت یمن و رئیس‌جمهور آن، علی عبدالله صالح از ۱۴ ژانویه ۲۰۱۱، جهت انجام اصلاحات در این کشور آغاز شد اما در روزهای پایانی ژانویه ۲۰۱۱ میلادی (حدود ۲۷ ژانویه) مخالفین خواستار کناره‌گیری رئیس‌جمهوری این کشور از قدرت شده‌اند؛ و در ۳ فوریه (روز خشم) اعتراضات مخالفین به اوج رسید که با برخوردهای خونین و خشونت‌آمیز حاکمیت با مردم معترض روبرو شده‌است. شدیدترین برخورد در ۱۸ مارس (جمعه خونین) بود که ۵۰ کشته و ۲۴۰ مجروح داشت.
بدنبال آن افرادی از نیروهای دولتی و نظامی به مخالفین پیوستند و تعدادی از سفرای یمن در کشورهای مختلف برکناری خود را اعلام کردند و یکی از استانها یمن (السعده) به کنترل مخالفین درآمد. در ۲۲ مارس زمزمه درخواست پناهندگی علی عبدالله صالح به عربستان در خبرها بگوش رسید. مخالفان جمعه ۲۵ مارس را (روز سرنوشت) یمن اعلام کردند و علی عبدالله صالح مخالفین را به سرکوب شدید تهدید کرد جمعیت ده هزار نفری در میدان تغییر در روز قبل دست به تظاهرات زدند و خواهان برکناری فوری او شدند.
در ۱۴ خرداد ۱۳۹۰ برابر با ۴ ژوئن ۲۰۱۱ علی عبدالله صالح پس از مجروح شدن با ۵ مقام بلندپایه روانه عربستان شد.

## تظاهرات مردمی
ده‌ها هزار نفر در صنعا، پایتخت یمن، در روزهای پایانی ژانویه ۲۰۱۱ میلادی (حدود ۲۷ ژانویه) دست به تظاهرات خیابانی زده و خواستار کناره‌گیری علی عبدالله صالح، رئیس‌جمهوری این کشور از قدرت شده‌اند. علی عبدالله صالح سی سال است که این مقام را در اختیار داشته‌است.

## پنجشنبه ۳ فوریه (روز خشم)
در پایتخت یمن صنعا، نزدیک به ۲۰هزار تظاهرکننده در روز خشم ضمن تجمع علیه علی عبدالله صالح خواهان تشکیل حکومت جدید شدند و گفته وی مبنی بر ترک منصب ریاست تا سال ۲۰۱۳ را ناکافی دانستند.

## ۲۲ فوریه (خشونت با معترضین)
بدنبال درگیری‌های مردم معترض یمن با نیروهای انتظامی و امنیتی این کشور در ۲۲ فوریه ۲۰۱۱ پلیس در شهر جنوبی عدن به روی مردم آتش گشود. در صنعا هزاران نفر به خیابان‌ها رفتند و خواستار برکناری علی عبدالله صالح، رئیس‌جمهور آن کشور شدند که ۳۲ سال است، بر یمن حکومت می‌کند.

## مارس ۲۰۱۱
- ۱۱ مارس روز جمعه تظاهرات مخالفین با برخورد شدید حکومت مواجه شد که در حضرموت ۴ نفر کشته شدند.
- ۱۴ مارس در تظاهرات مخالفین شهرهای یمن ۴ کشته و حدود ۴۰ مجروح به جای گذاشت و در این روز علی عبدالله صالح دو وزیر دولت را برکنار کرد.

## ۱۸ مارس (جمعه خونین)
در این روز بر اثر شدت برخورد نیروهای دولتی یمن با مردم معترض ۵۲ نفر کشته و حدود ۲۴۰ نفر مجروح شدند.